# هولی

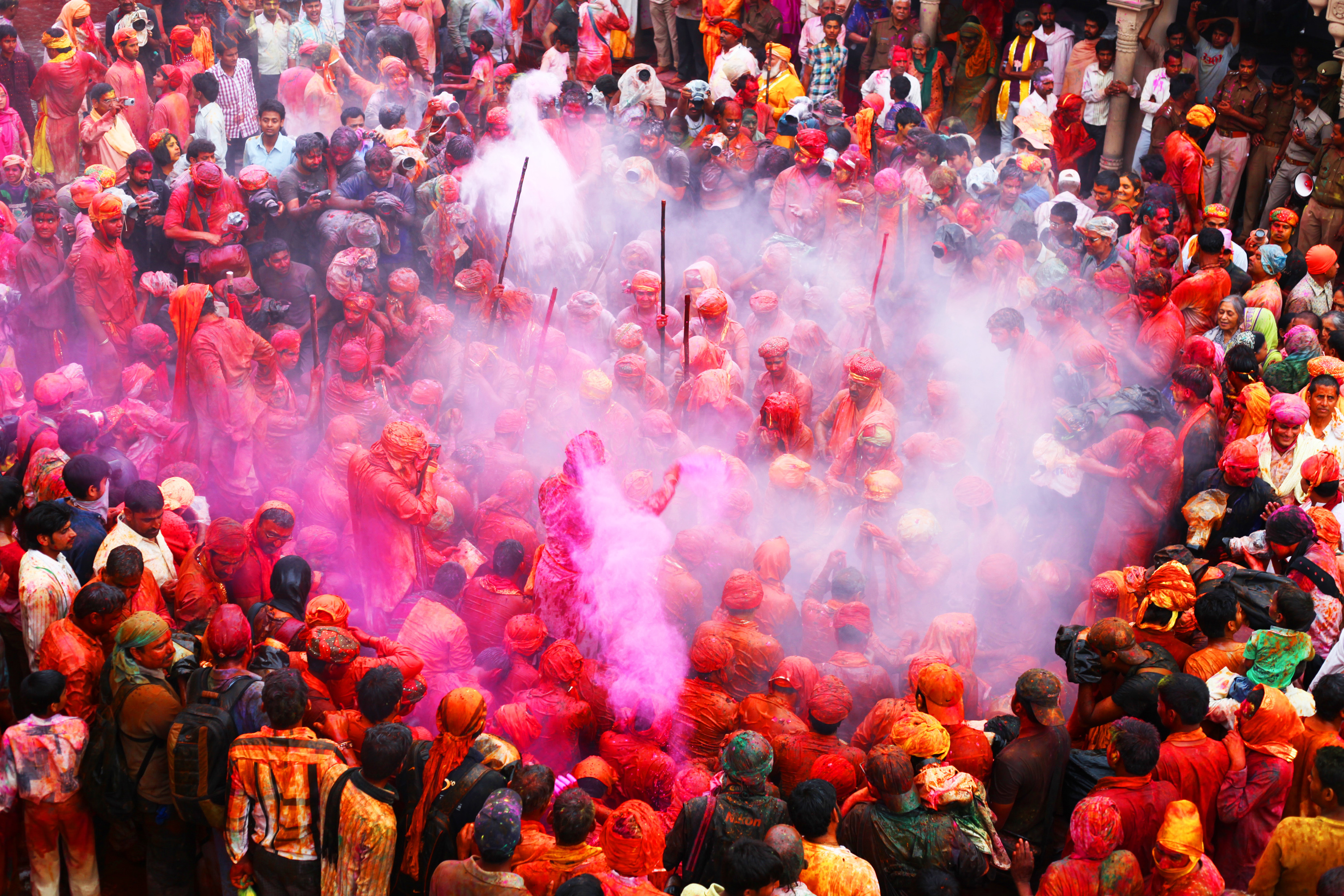
جشن هولی

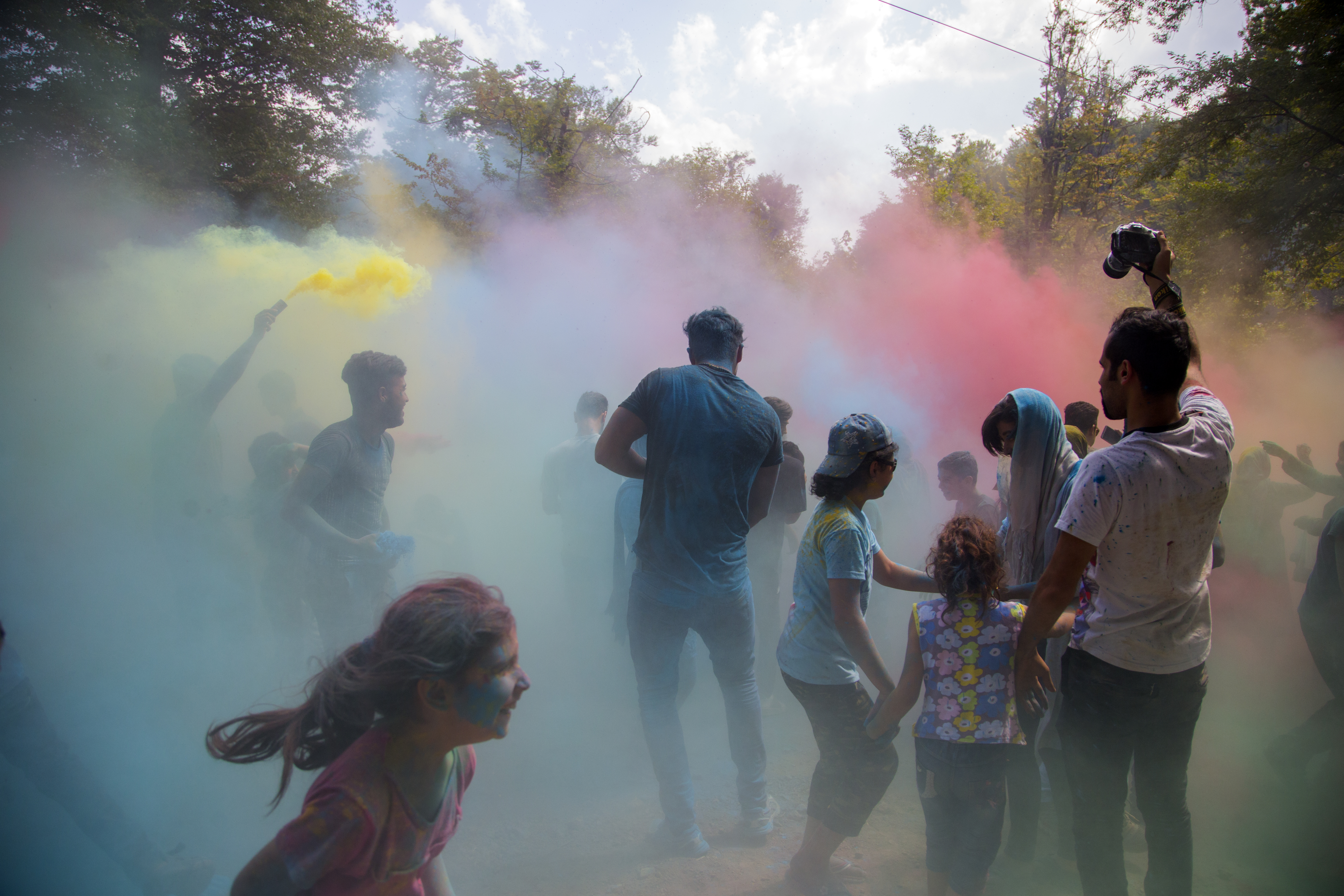
مردم بهشهر هنگام برگزاری جشن رنگ

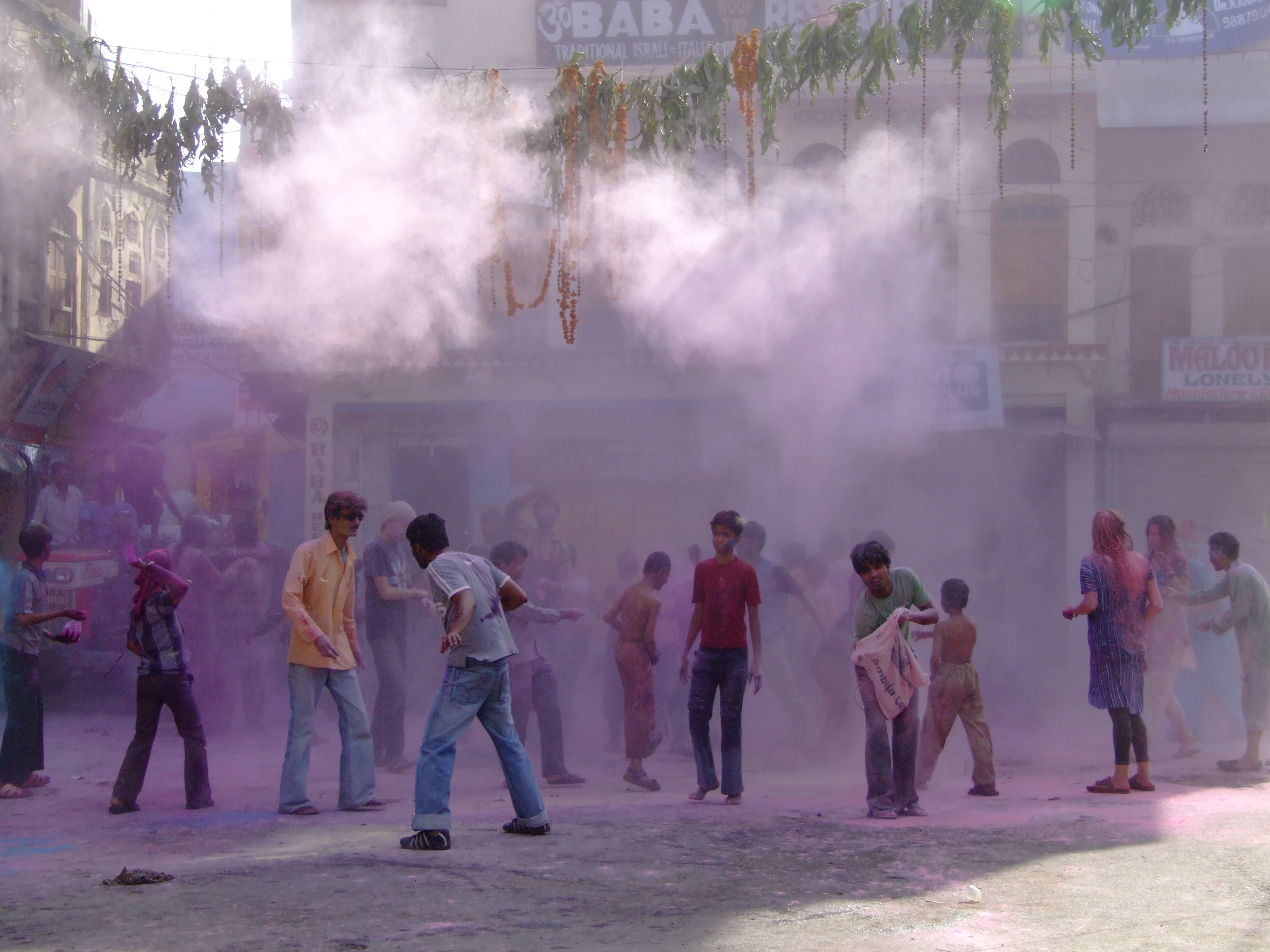
اهالی یک منطقه در حال برگزاری مراسم جشن رنگ یا جشن هولی؛ از اعیاد مهم مردم هندوستان

جشن رنگ یا هولی (به انگلیسی: Holi Festival) از جشن‌های رسمی مردم هندوستان است. هولی یک جشنواره ملی و مذهبی بهاره است که توسط هندی‌ها به خصوص هندوها برگزار می‌شود. هولی به جشنوارهٔ رنگ‌ها و عشق نیز مشهور است.

## تاریخچه
«جشن رنگ‌ها» نام مراسمی است که هرساله، در ماه مارس میلادی و هنگام شروع فصل بهار در کشور هندوستان برگزار می‌شود.
جشن هولی یا رنگ‌پاشی و آب‌بازی تعطیل رسمی در تمام هندوستان است. مردم در این زمان که مطابق تقویم هندی تعطیل رسمی است، پایان زمستان و آغاز بهار طبیعت را جشن می‌گیرند. در این جشن بر اساس یک سنت قدیمی، اهالی هر منطقه با پاشیدن آب و رنگدانه‌های مخصوص به سوی یکدیگر و نیز اجرای موسیقی و رقص، به سرور و پای‌کوبی می‌پردازند. در این آیین شاد، همهٔ افراد اعم از زن و مرد و پیر و جوان شرکت می‌کنند و باور دارند که با فرارسیدن بهار، بار دیگر روشنایی بر تاریکی و خوبی بر بدی پیروز شده‌است. «جشن هولی» از اعیاد مهم مردم هند و نقطهٔ مقابل «جشن دیوالی» است که در آغاز فصل سرما برگزار می‌گردد.

## زمان برگزاری
هولی در پایان زمستان جشن گرفته می‌شود در آخرین شبی که ماه کامل است در ماه قمری فلاگونا، (فلاگون یا پورنیما) که معمولاً مطابق با اسفند ماه ایرانی می‌باشد. در بسیاری از مناطق، هولی در حدود دو روز طول می‌کشد. یکی از بزرگ‌ترین آداب و رسوم هولی سست شدن ساختارهای تشریفاتی است، که به‌طور معمول شامل سن، جنس، وضعیت، و طبقه‌است. هولی شکاف گسترده بین طبقات اجتماعی را می‌بندد و هندوها را به هم نزدیک می‌کند. با هم، غنی و فقیر، زنان و مردان، از حضور یکدیگر در این روز شاد لذت می‌برند. علاوه بر این، هولی سختی‌های هنجارهای اجتماعی را کاهش می‌دهد. هیچ‌کس انتظار رفتار مودبانه ندارد… و در نتیجه، فضا پراز هیجان و شادی است.
هر سال، هزاران نفر از هندوها در جشنواره هولی شرکت می‌کنند. در انتظار روز بعد از ماه کامل در ماه فالگونا، یا اوایل ماه مارس، این مردان و زنان آماده هستند برای گسترش شادی. هولی اهداف بسیاری دارد. اول و مهم‌تر از همه، جشن آغاز فصل بهار است. همچنین دارای هدف‌های مذهبی ست، بزرگداشت برنامه‌های زیادی که در اسطوره‌شناسی هندو است.

## پیشینه
در اصل، این جشنواره، جشنی برای برداشت محصول خوب و زمین بارور بود. علاوه بر جشن آمدن بهار، هولی حتی هدفی بزرگتر از این دارد. هندوان بر این اعتقادند با این فرصتی ست برای لذت بردن و بهره‌گیری از رنگ‌های فراوان در بهار و وداع با زمستان. علاوه بر این، هولی جشنی برای ه‌های مذهبی ست. رانگاپانچامی چند روز بعد رخ می‌دهد در پانچامی (روز پنجم از ماه کامل)، به مناسبت پایان جشنهای مربوط به رنگ.
اهمیت در ویشنویسم، هیرانیاکاشیپو شاه بزرگ از شیاطین است، و به او از طرف برهما یک نعمت اعطا شده‌است که تقریباً غیرممکن است برای او که کشته شود. این بخشش به دلیل توبه و طلب بخشایش طولانی اوست، پس از آن او خواسته بود که در طول روز یا شب کشته نشود. در داخل خانه یا خارج، نه بر روی زمین یا در آسمان، نه یک انسان و نه حیوان و نه با آسترا نه با شاسترا. در نتیجه، او متکبر شد و به آسمانها و زمین حمله کرد. وی خواستار آن شد که مردم از عبادت خدایان دست کشند و شروع به ستایش او کنند.
بر اساس این باور، پسر او (پراهلادا)، جانباز لرد ویشنو بود. پراهلادا علی‌رغم تهدیدهای مختلف از پدرش، به ستایش و نماز برای لرد ویشنو ادامه داد. او توسط پدر مسموم شده بود، اما زهر در دهان او به شهد تبدیل شد. او را در یک اتاق با یک مار سمی و گرسنه قرار دادند اما جان سالم به در برد. همهٔ تلاشهای هیرانیاکاشیپو برای کشتن فرزند به شکست انجامید. در نهایت، او دستور داد که پسر جوان بر روی توده هیزم مخصوص آتش زدن جسد مرده در دامان خواهر خود، هولیکا، نشیند که او نیز نمی‌تواند بمیرد؛ و این بخششی است که در آتش نمی‌سوزد. پسر به آسانی دستورهای پدر خود را پذیرفت، و دعا کرد ویشنو او را امن نگه دارد. هنگامی که آتش شروع شد، به حیرت دیدند که خواهرش هولیکا سوخته اما او جان سالم به در برده‌است. سوختن هولیکا به عنوان هولی جشن گرفته می‌شود. بعد لرد ویشنو به صورت ناراسیما (نیمه انسان و نیمه شیر) درآمد و هیرانیاکاشیپو را در هنگام غروب به (که نه روز و نه شب بود)، بر روی پله‌های ایوان خانه‌اش (که نه در داخل بود خانه و نه در خارج) کشت. در دامان خود (که نه در آسمان و نه بر روی زمین) و به او با چنگال خود صدمه زد (که نه آسترا و نه شاسترا).
در ورینداوان و ماتورا، که لرد کریشنا در آنجا بزرگ شده، این جشنواره به مدت ۱۶ روز (تا رانگ پانچامی) ادامه دارد. در بزرگداشت عشق الهی رادا برای کریشنا. لرد کریشنا را اعتقاد بر این است که به این جشنواره با بازی و شوخی علاقه داشت. اعتقاد بر این است که به مادرش در مورد تضاد بین پوست تیرهٔ خود و پوست روشن رادا (شاکتی یا انرژی پیش بردن جهان) شکایت کرده. مادر کریشنا تصمیم گرفت به صورت رادا رنگ بمالد. این جشن به‌طور رسمی به بهار راهنمایی می‌کند. بهار، فصل جشن عشق
داستان‌های دیگری در شرح منشأ هولی وجود دارد. این داستان در مورد کامادوا، خدای عشق است. بدن کاما وقتی که او سلاح خود را روی شیوا پرت کرد، نابود شد. او می‌خواست مراقبه شیوا را مختل کند و به پارواتی کمک کند تا با شیوا ازدواج کند. شیوا پس از آن چشم سوم خود را گشود نگاه که چنان قدرتمند بود که بدن کاما را به خاکستر تبدیل کرد. به خاطر شور راتی همسر کاما، شیوا او را دوباره بازسازی کرد، اما تنها به عنوان یک تصویر ذهنی، به نمایندگی از دولت واقعی عاطفی و معنوی عشق به جای فیزیکی شهوت. آتش بازی هولی اعتقاد بر این است که در بزرگداشت این رویداد جشن گرفته می‌شود
منشاءاین جشنواره به جشنهایی شبیه این در متون سانسکریت مانند راتناوالی بازمی‌گردد که در آن مردم به وسیلهٔ اسپری با استفاده از سرنگ‌های بامبو به هم آب‌های رنگی می‌پاشیدند. منشأ جشنواره مدرن هولی در بنگال باستان ترسیم شده‌است. آن یک جشن برای ویشنو بود، بر طبق ویشناویا تانترا. مردم به معابد کریشنا می‌رفتند، و رنگ قرمز را به نمادها می‌مالیدند و سپس پودر رنگ قرمز یا عبیر را همراه مالپوا پراساد بین خانواده و دوستان توزیع می‌کردند. قرمز نشانگر رنگ شور و لرد کریشنا شاه آرزوهاست. مراسم به این معنی است که تمام خواسته‌های ما باید برای دستیابی به کریشنا و رفاه جامعه منحرف شده باشد. در برخی از فرهنگ‌ها، مراسم سوزاندن چوب و برگ در شب ماه کامل از قبل وجود داشته‌است. این مراسم نشان پایان زمستان و ظهور بهار است. چوب و برگ که افتاده بود سوزانده می‌شد به معنی آن که اکنون زمان برگ‌های و گل‌های جدید است؛ و بعد مردم بدن خود را با خاکستر آغشته می‌کردند. بعدها، با این حال، داستان هولیکا داهان با این مراسم همراه شد.
آیین‌ها و جشن‌های ایالت کارناتاکا هولی با شور زیادی در اینجا جشن گرفته می‌شود. بر خلاف جوامع دیگر هند، یک تعطیلی برای مدرسه نیز منظور می‌شود. در روستایی در کارناتاکا همچنین سنتی وجود دارد که کودکان به جمع‌آوری پول و چوب از هفته‌ها قبل هولی شغول می‌شوند و در شب کامادهانا تمام چوبها را روی یکدیگر قرار داده و روشن می‌کنند. این جشنواره به مدت دو روز جشن گرفته می‌شود. مردم در شمال کارناتاکا غذایی خاص این روز را آماده می‌کنند.
هولی سنتی از گل داک یا پالاش برای ساختن رنگهای سنتی استفاده می‌شود. در فصل بهار، که در طی آن آب و هوا تغییر می‌کند، اعتقاد بر این است که همین تغییرات علت تب‌های ویروسی و سرما خوردگی ست. پرتاب پودرهای طبیعی رنگی دارای اهمیت دارویی ست: رنگ‌ها به‌طور سنتی از چریش، کومکوم، هالدی، بیلوا و گیاهان دارویی دیگر تجویز شده توسط پزشکان آیورودیک ساخته شده‌است. یک نوشیدنی خاص به نام تاندای آماده می‌شود (ساخته شده از بادام، پسته، گل سرخ، و غیره)، گاهی اوقات حاوی بهانگ (شاهدانه).
برای رنگ مرطوب، گل سنتی پالاش را در آب جوشانده، می‌گذارند در طول شب در آب بماند تا آب زرد رنگ تولید شود، که همچنین دارای خواص دارویی است. متأسفانه جنبه تجاری جشن، منجر به افزایش در استفاده از رنگ‌های مصنوعی است که در برخی موارد، ممکن است سمی باشد.

## نحوهٔ برگزاری مراسم

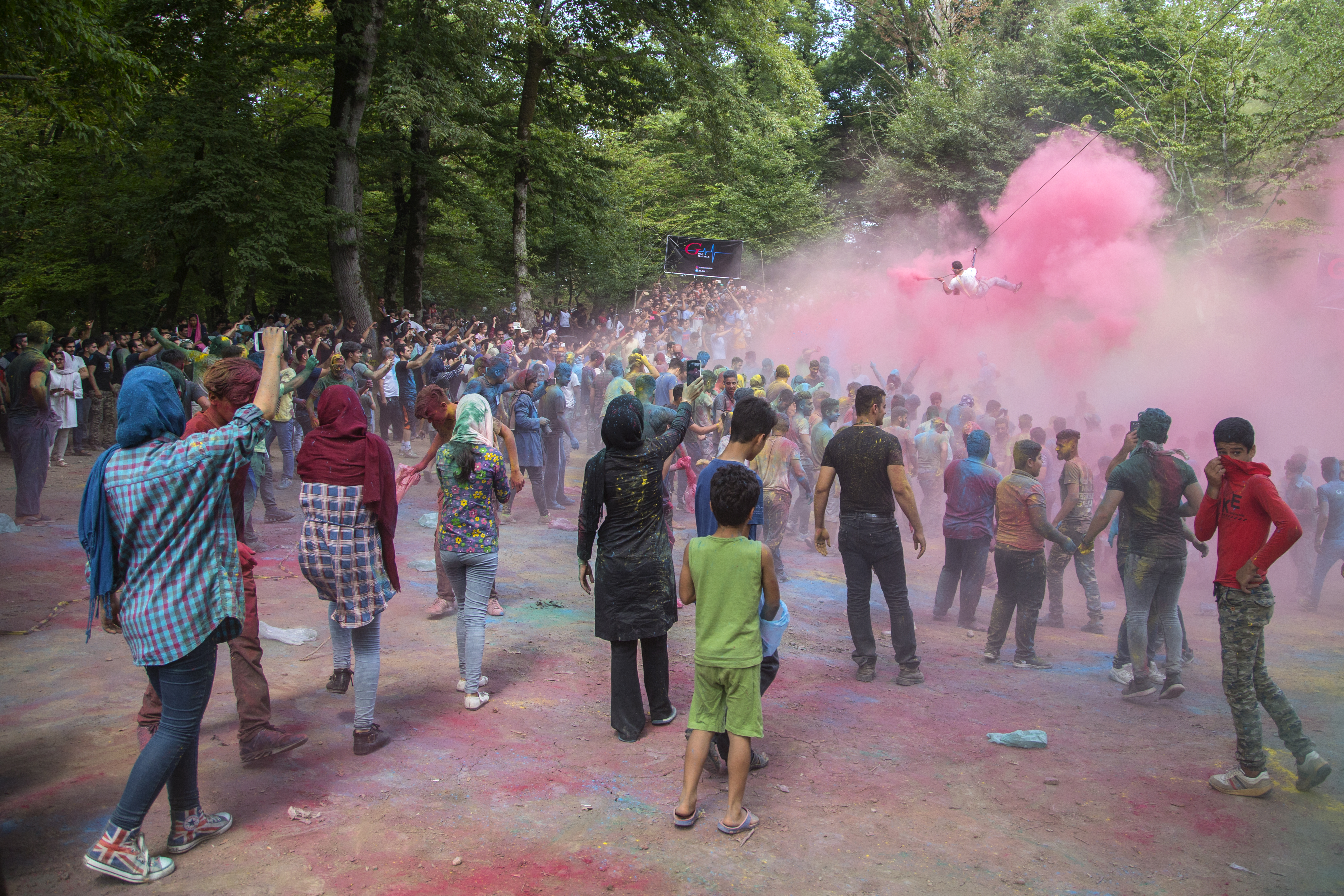
تقلید از هولی در گرجی‌محله بهشهر ایران

روز اصلی هولی این‌گونه جشن گرفته می‌شود که مردم پودرها و آبهای رنگی به هم پرتاب می‌کنند؛ و در شب هنگام، آتش به پا می‌کنند که به (سوزاندن هولیکا), یا چحوتی هولی (هولی کوچک) معروف است. بعد از این، دعا خوانده می‌شود. بر پا کردن آتش یادآور فرار معجزه آسا پراهلاد جوان است وقتی دمونس هولیکا خواهر هیرانیاکاشیپو او را درون آتش انداخت. هولیکا سوزانده شد اما پراهلاد، جانباز سرسخت خدای ویشنو بدون هیچ جراحتی فرار کرد به خاطر از خود گذشتگی اش.
آیین جشن دو روز است. در روز اول آتشی بزرگ در غروب یا شب هنگام روشن می‌شود. قبل ازآن، آتش بزرگ دیگری بر روی مکانی که از قبل آماده شده روشن می‌شود و تمثالی از هولیکا که از خیزران و بوریا ساخته شده در حرکت دسته‌جمعی منظم به همراه خوانندگان و نوازندگان محلی به وسیلهٔ برهمن‌ها با تشریفات به محل منتقل می‌شود. تمثال در وسط تل آتش گذارده می‌شود و دستیار برهمن، هفت بار آن را طواف می‌کند و قبل از این‌که آن را آتش بزنند، اشعاری را در ستایش هولی می‌خوانند. مفهوم آن اشعار جملات زیر است:
«روشن کردن آتش به عنوان نمادی
از نابودی تمام شرهایی که در انسان وجود دارد
دعا به درگاه خدا برای رفاه و بهبودی بشر»
سپس مردم به خانه‌هایشان برمی‌گردند. در روز دوم از صبح زود تا ظهر بر سر و روی دوستان و خویشان گرد رنگ می‌ریزند یا با آب‌فشان آب‌رنگی می‌پاشند. اما مسن‌ترها گرد قرمز را به آرامی روی صورت هم می‌ریزند. مردم البته از رنگین شدن لباس‌هایشان ناراحت نمی‌شوند. در غروب همان روز، مردم شیرینی تعارف می‌کنند؛ دوستان سه‌بار همدیگر را در آغوش می‌گیرند و برای هم آرزوی خوشبختی می‌کنند و کودکان و نوجوانان برای ادای احترام بر پاهای بزرگ‌ترهایشان دست می‌کشند. در ایالت پنجاب، سیک‌ها مراسم هولاموهالا را یک روز بعد از مراسم هولی با شادمانی فراوان برگزار می‌کنند.

## جغرافیای برگزاری

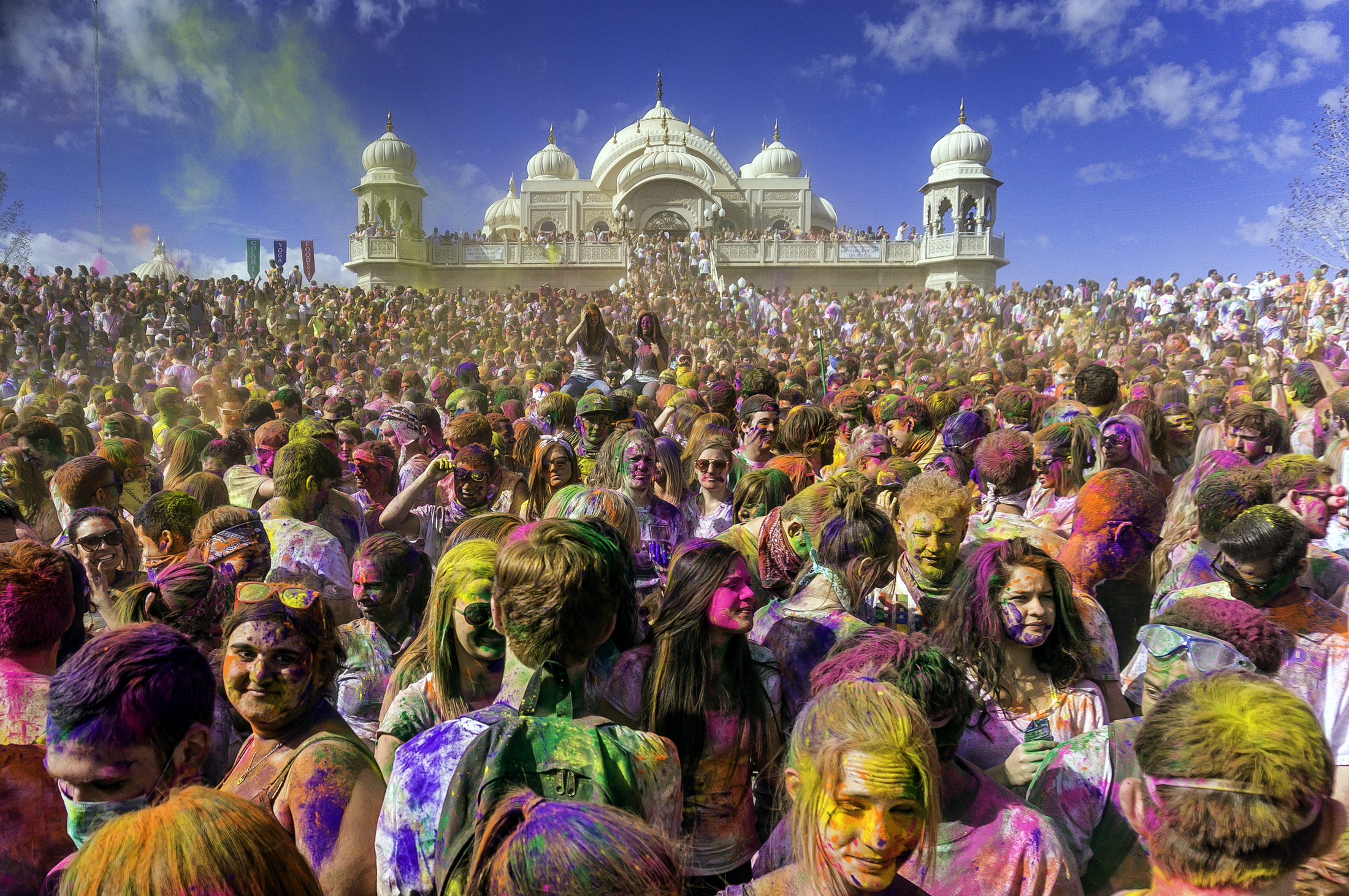
برگزاری مراسم جشن هولی در ایالات متحده آمریکا.

در سالهای اخیر در کشورهایی که جمعیت بزرگی از هندوها وجود داردنیز این مراسم برگزار می‌شود. اما جغرافیای تاریخی آن در هندوستان، نپال و پاکستان و کشورهای مجاور که جمعیت هندو در آن به چشم می‌خورد جشن گرفته می‌شود. بزرگ‌ترین جشن برای هولی در منطقه‌ای به نام براج اتفاق می‌افتد که به کریشنا خدای هندو مرتبط است. ماتورا، ویرینداوان، نانداگوان و براسانا. این مکان‌ها در طول جشن مقصد گردشگران بسیاری ست.